# Espace affine
Pour un article plus général, voir Géométrie affine.
En géométrie, la notion d'espace affine (ou espace affin) généralise la notion d'espace issue de la géométrie euclidienne en omettant les notions d'angle et de distance. Dans un espace affine, on peut parler d'alignement, de parallélisme, de barycentre. Sous la forme qui utilise des rapports de mesures algébriques, qui est une notion affine, le théorème de Thalès et le théorème de Ceva sont des exemples de théorèmes de géométrie affine plane réelle (c'est-à-dire n'utilisant que la structure d'espace affine du plan réel). Un espace affine peut aussi être vu comme un espace vectoriel « dont on a oublié l'origine ». Ainsi les translations de vecteur non nul sont des transformations affines (c'est-à-dire qu'elles conservent la structure d'espace affine), mais pas vectorielles. Les homothéties (de centre un point quelconque de l'espace), mais aussi par exemple les transvections ou les dilatations sont des applications affines.

## Définitions et premières propriétés
Il est possible d'axiomatiser les espaces affines directement, en termes de points, de droites et de la relation d'incidence (appartenance) d'un point à une droite, cependant les définitions les plus usuelles d'espace affine s'appuient sur celle d'espace vectoriel sur un corps, qui est le corps des nombres réels pour la géométrie affine « classique ». Les éléments de l'espace affine sont appelés points, ceux de l'espace vectoriel associé vecteurs, et ceux du corps associé scalaires.
Une opération fondamentale des espaces affines associe à deux points A et B un vecteur noté {\displaystyle {\overrightarrow {AB}}}. Dans ce contexte les couples de points sont souvent appelés bipoints, un bipoint (A,B) a pour origine A, pour extrémité B et définit donc un vecteur {\displaystyle {\overrightarrow {AB}}}. Une autre opération fondamentale associe à un point A et un vecteur {\displaystyle {\vec {u}}} un autre point, appelé translaté de A par {\displaystyle {\vec {u}}}, et souvent noté A + {\displaystyle {\vec {u}}} (notation de Grassmann). Ces opérations sont liées, en effet B est le translaté de A par le vecteur défini par le bipoint (A, B), en fait on aura :
{\displaystyle \;B=A+{\vec {u}}\;} si et seulement si  {\displaystyle \;{\overrightarrow {AB}}={\vec {u}}},
c'est-à-dire que chacune de ces deux opérations peut se définir en fonction de l'autre.
La définition qui suit s'appuie sur la première de ces deux opérations. Une définition équivalente, qui s'appuie sur la seconde, est donnée en fin de section.

### Première définition
Étant donné un espace vectoriel V sur un corps K, un espace affine de direction V est un ensemble non vide E muni d'une application φ qui à chaque bipoint (A, B) de E2, associe un élément de V, noté {\displaystyle {\overrightarrow {AB}}} vérifiant les deux propriétés suivantes :
(A1) {\displaystyle \forall \ (A,B,C)\in E^{3},\ \ {\overrightarrow {AB}}+{\overrightarrow {BC}}={\overrightarrow {AC}}} ;   (relation de Chasles)
(A2) {\displaystyle \forall \ A\in E,\forall \ {\vec {v}}\in V,\,\exists !\ B\in E,\ \ {\overrightarrow {AB}}={\vec {v}}}.    (existence et unicité d'un translaté)
L'espace vectoriel {\displaystyle V} est appelé direction de l'espace affine E. La direction de E est parfois notée {\displaystyle {\overrightarrow {E}}}. La dimension d'un espace affine est la dimension de l'espace vectoriel qui lui est associé. En particulier un espace affine de dimension 1 est appelé droite affine, un espace affine de dimension 2 plan affine.
La propriété (A2) assure, pour tout point A et tout vecteur {\displaystyle {\vec {u}}}, l'existence et l'unicité d'un point B vérifiant {\displaystyle {\overrightarrow {AB}}={\vec {u}}}, que l'on nomme, comme indiqué en introduction, translaté de A par {\displaystyle {\vec {u}}}. La propriété annoncée en introduction suit de cette définition. Étant donné un vecteur {\displaystyle {\vec {u}}} de V, l'application  qui à un point A de E associe son translaté par le vecteur {\displaystyle {\vec {u}}} est appelée translation de vecteur {\displaystyle {\vec {u}}}.
Si on fixe un point origine O, par définition d'un espace affine, il existe une application φO de E dans V qui à un point M de E associe le vecteur {\displaystyle {\overrightarrow {OM}}}. La propriété (A2) énonce que cette application φO est bijective pour tout point O. Cette correspondance permet donc, par choix d'une origine, de munir (de façon non canonique) l'espace affine E d'une structure d'espace vectoriel isomorphe à V, dite structure vectorielle d'origine O, et que l'on note EO. L'étude des problèmes de géométrie affine se ramène souvent à une étude en géométrie vectorielle, par choix convenable d'une origine de l'espace affine.
Inversement, tout espace vectoriel V est canoniquement muni d'une structure d'espace affine de direction V par :
{\displaystyle {\begin{array}{lcl}V\times V&\longrightarrow &{V\ \ \ }\\(v,w)&\longmapsto &w-v.\end{array}}}
C'est, à isomorphisme près, le seul espace affine de direction isomorphe à V.
Il arrive d'ailleurs que ce que l'on a noté dans un espace affine {\displaystyle {\overrightarrow {AB}}} soit noté B – A, et quand cet espace affine est un espace vectoriel muni de sa structure affine  canonique, les notations sont cohérentes, de même qu'avec la notation de Grassmann, qui donne B = A + (B – A).

### Propriétés élémentaires
Les propriétés suivantes découlent directement de la définition d'espace affine (c'est-à-dire des axiomes (A1) et (A2)).
Soient {\displaystyle A,B,C~et~D} des points quelconques d'un espace affine E :
- {\displaystyle {\overrightarrow {AB}}={\vec {0}}\Leftrightarrow A=B} ;
- {\displaystyle {\overrightarrow {BA}}=-{\overrightarrow {AB}}}.

On peut également généraliser la relation de Chasles à un nombre fini de points {\displaystyle A_{1},\ldots ,A_{n}}
- {\displaystyle {\overrightarrow {A_{1}A_{n}}}=\sum _{i=1}^{n-1}{\overrightarrow {A_{i}A_{i+1}}}}.

On appelle parallélogramme quatre points {\displaystyle (A,B,C,D)}, dans cet ordre, tels que 
{\displaystyle {\overrightarrow {AB}}={\overrightarrow {DC}}}. On montre alors que cette condition est invariante par permutation circulaire, ou en renversant l'ordre, en particulier on a la relation du parallélogramme :
- {\displaystyle {\overrightarrow {AB}}={\overrightarrow {DC}}\Leftrightarrow {\overrightarrow {AD}}={\overrightarrow {BC}}}.

On peut également définir le milieu de deux points A et B qui est une notion affine, mais uniquement sur un corps de caractéristique différente de 2, c'est le point {\displaystyle A+{1 \over 2}{\overrightarrow {AB}}}. Le milieu de A et B est le milieu de B et A.
On montre alors (en caractéristique différente de 2) que {\displaystyle (A,B,C,D)} est un parallélogramme si et seulement si les points A et C d'une part, B et D d'autre part, ont même milieu.

### Exemples d'espaces affines
On a vu que tout espace vectoriel pouvait être muni d'une structure d'espace affine par l'opération de soustraction vectorielle. Les deux exemples suivants sont des cas particuliers.
- Le plan affine réel est le plan ℝ2 de direction lui-même en tant qu'espace vectoriel, avec l'opération

{\displaystyle {\begin{array}{lcl}\mathbb {R} ^{2}\times \mathbb {R} ^{2}&\longrightarrow &{\mathbb {R} ^{2}\ \ \ }\\((x_{1},y_{1}),(x_{2},y_{2}))&\longmapsto &(x_{2}-x_{1},y_{2}-y_{1})\end{array}}}.
- L'espace affine réel de dimension 3 se définit de façon analogue :

{\displaystyle {\begin{array}{lcl}\mathbb {R} ^{3}\times \mathbb {R} ^{3}&\longrightarrow &{\mathbb {R} ^{3}\ \ \ }\\((x_{1},y_{1},z_{1}),(x_{2},y_{2},z_{2}))&\longmapsto &(x_{2}-x_{1},y_{2}-y_{1},z_{2}-z_{1})\end{array}}}.
- le complémentaire d'un hyperplan d'un espace projectif[8].

### Autre définition
Une autre définition s'appuie sur l'opération de translation. Un espace affine de direction l'espace vectoriel V est alors un ensemble non vide E muni d'une application de E × V dans E qui au point A et au vecteur {\displaystyle {\vec {u}}} associe un point de E appelé translaté de A par le vecteur {\displaystyle {\vec {u}}} et noté A + {\displaystyle {\vec {u}}} telle que :
(A1') {\displaystyle \forall A\in E\ \forall {\vec {u}},\,{\vec {v}}\in V\ \ (A+{\vec {u}})+{\vec {v}}=A+({\vec {u}}+{\vec {v}})} ;
(A2') {\displaystyle \forall (A,\,B)\in E^{2}\ \exists !{\vec {u}}\in V\ \ A+{\vec {u}}=B}.
Énoncée de cette façon, cette définition est symétrique de la première, on en déduit les mêmes propriétés en particulier que 
pour tout point A, A + {\displaystyle {\vec {0}}} = A.
L'axiome (A1'), joint à la propriété A + {\displaystyle {\vec {0}}} = A, signifie que l'application qui, à un vecteur et un point, associe le translaté du point par le vecteur, est une action du groupe abélien (V, +) sur l'ensemble E. L'axiome (A2') signifie que cette action est simplement transitive, c'est-à-dire à la fois transitive — c'est l'affirmation d'existence dans (A2') — et libre — c'est l'affirmation d'unicité ; elle entraîne que l'action est fidèle, c'est-à-dire que le vecteur nul est le seul vecteur {\displaystyle {\vec {u}}} vérifiant pour tout point A, A + {\displaystyle {\vec {u}}} = A.
Pour une action transitive d'un groupe abélien, ces deux notions (libre/fidèle) sont en fait équivalentes. Un espace affine de direction V peut donc se définir comme un ensemble non vide sur lequel le groupe additif de V opère transitivement et fidèlement,,.

## Sous-espaces affines
Dans le plan réel ℝ2, seules les droites passant par l'origine sont des sous-espaces vectoriels, les droites quelconques sont des sous-espaces affines. C'est cette notion que l'on définit maintenant.

### Définitions
Soit E un espace affine de direction V. Une partie non vide F de E est un sous-espace affine de E (ou variété linéaire affine, et parfois simplement variété affine), s'il existe un point A de F tel que l'ensemble {\displaystyle W=\{{\overrightarrow {AM}}\mid M\in F\}} est un sous-espace vectoriel de V. En d'autres termes, les sous-espaces affines de E passant par A sont les sous-espaces vectoriels de EA, la structure vectorielle d'origine A sur E. On dit alors que F est le sous-espace affine de E de direction W passant par A. Le sous-espace vectoriel W est donc la direction de l'espace affine F, et la dimension d'un sous-espace affine est la dimension de sa direction.
On vérifie alors que pour tout point B de F, F est le sous-espace affine de direction W passant par B, c'est-à-dire que {\displaystyle \{{\overrightarrow {BM}}\mid M\in F\}=W} et que F est bien un espace affine de direction W (pour la même opération φ qui à un bipoint associe un vecteur, ou plus exactement sa restriction).
Un sous-espace affine F passant par A de direction W peut être défini (de façon équivalente) comme l'ensemble des translatés de A par les vecteurs de W (ce qu'on peut noter F = A + W) soit {\displaystyle F=\{M\in E\mid {\overrightarrow {AM}}\in W\}} et là aussi cette propriété est vérifiée pour tout point A de F. Finalement, F non vide est donc un sous-espace affine de direction W si et seulement s'il vérifie ces deux conditions :
- pour tout couple de points {\displaystyle A} et {\displaystyle B} de {\displaystyle F}, le vecteur {\displaystyle {\overrightarrow {AB}}} appartient à {\displaystyle W} ;
- pour tout point {\displaystyle A} de {\displaystyle F} et tout vecteur {\displaystyle {\vec {v}}} de {\displaystyle W}, le point {\displaystyle A+{\vec {v}}} appartient à {\displaystyle F}.

### Cas particuliers
Deux points distincts A et B de l'espace affine E définissent un sous-espace affine de dimension 1, la droite affine passant par A de direction la droite vectorielle engendrée par le vecteur {\displaystyle {\overrightarrow {AB}}}. Cette droite affine est l'unique droite passant par A et B.
Trois points non alignés A, B et C de l'espace affine E définissent un sous-espace affine de dimension 2, le plan affine passant par A de direction le plan vectoriel engendré par les deux vecteurs non colinéaires {\displaystyle {\overrightarrow {AB}}} et {\displaystyle {\overrightarrow {AC}}}.
Un hyperplan affine de E est un sous-espace affine de E dont la direction est un hyperplan de V.
Tout hyperplan affine peut se définir comme ensemble des points M de E vérifiant une équation f(M) = 0, où f est une forme affine, c'est-à-dire une application affine dont la partie linéaire est une forme linéaire.

### Caractérisation par les droites
En caractéristique différente de 2, un  sous-espace affine de E est une partie non vide de E contenant toute droite passant par deux de ses points, c'est-à-dire que F non vide est un sous-espace affine si et seulement si, étant donnés deux points distincts  A et B de F, la droite passant par A et B est incluse dans F. Cette caractérisation peut être utilisée comme définition dans l'approche axiomatique directe.
En effet soit un sous-espace affine F de direction W, et deux points A et B. Alors F comme sous-espace vectoriel de EA structure vectorielle d'origine A, contient la droite passant par A de vecteur directeur {\displaystyle {\overrightarrow {AB}}}, qui passe également par B.
Réciproquement, supposons que F contienne toute droite passant par deux de ces points. Soit A un point de F. Il suffit de montrer que F est un sous-espace vectoriel de EA. Si B ∈ F, B ≠ A, la droite (AB) est incluse dans F d'où la stabilité par produit par un scalaire. On a de même la stabilité par somme pour deux  vecteurs colinéaires (A, B, C alignés). Il reste à montrer que si B et C appartiennent à F tels que A, B et C non alignés, le point D défini par l'égalité ci-dessous est dans F :
{\displaystyle {\overrightarrow {AD}}={\overrightarrow {AB}}+{\overrightarrow {AC}}} .
Soit I le milieu de B et C et donc de A et D (propriété du parallélogramme en caractéristique différente de 2) :
{\displaystyle {\overrightarrow {AI}}={1 \over 2}({\overrightarrow {AB}}+{\overrightarrow {AC}})}
Alors I ∈ F, puisque I ∈ (BC), et donc D  ∈ F, puisque D  ∈ (AI).

### Barycentres
Les sous-espaces affines de E sont également les parties de E non vides et stables par barycentres, c'est-à-dire qu'une partie non vide F de E est un sous-espace affine de E si pour tout ensemble fini de points de F, les barycentres de ces points sont dans F.

### Parallélisme
Il existe deux notions de parallélisme entre sous-espaces affines, l'une n'est valide qu'entre deux sous-espaces de même dimension (deux droites, deux plans, etc.), l'autre est plus générale.
Soient F et G deux sous-espaces affines. On dit que :
- F et G sont parallèles, ou parfois  fortement parallèles, quand ils ont la même direction.
- F est parallèle à G, ou souvent F est faiblement parallèle à G, quand la direction de F est un sous-espace vectoriel de celle de G.

La relation de parallélisme fort est une relation d'équivalence. La relation de parallélisme faible n'est pas symétrique, mais reste réflexive et transitive (c'est un préordre).
L'axiome des parallèles (variante du cinquième postulat d'Euclide) — par un point il passe une et une seule droite parallèle à une droite donnée — est une conséquence immédiate de la définition même de sous-espace affine qui assure l'unicité d'un sous-espace affine passant par un point et de direction un sous-espace vectoriel donné (une droite vectorielle en l'occurrence).
Deux sous-espaces affines parallèles (fortement) sont soit confondus, soit d'intersection vide.
Un sous-espace affine faiblement parallèle à un sous-espace affine est soit inclus dans ce dernier soit d'intersection vide avec celui-ci.

### Intersection de sous-espaces affines
Toute intersection non vide de sous-espaces affines est un sous-espace affine.

### Sous-espace affine engendré
Soit S une partie non vide de E. L'intersection de tous les sous-espaces affines de E contenant S est le plus petit sous-espace affine contenant S. Ce sous-espace est appelé le sous-espace engendré par S. On le note ⟨S⟩.

## Objets usuels en géométrie affine réelle
Si A et B sont distincts, le sous-espace ⟨A, B⟩, qui est alors la « droite AB » (la droite passant par A et B), se note plus simplement AB, tandis que le symbole [AB] désigne le « segment AB », c.-à-d. l'ensemble des points M tels que {\displaystyle {\overrightarrow {AM}}=\lambda {\overrightarrow {AB}}} où {\displaystyle 0\leq \lambda \leq 1}. On note [AB) la demi-droite d'origine A passant par B.

## Étymologie et historique
Dans l'esprit du programme d'Erlangen, on peut définir la géométrie affine comme celle se souciant des propriétés des figures conservées par transformations affines, comme le parallélisme.